# Leonello Raffaelli
Leonello Raffaelli (Vecchiano, 4 settembre 1921 – 2 luglio 1998) è stato un politico italiano.

## Biografia
Viene eletto nelle file del Partito Comunista Italiano dalla II alla VI legislatura alla Camera dei deputati, dal 1953 al 1976.